# Domitien de Mélitène
Domitien ou Dometianus (en latin : Domitianus, en grec : Δομιτιανός, vers 550-602) est un parent de l'empereur byzantin Maurice et archevêque de Mélitène dans l'Arménie romaine, de 580 environ à sa mort. Proche de Maurice, il devient son conseiller et l'un de ses diplomates les plus avisés. Il est notamment impliqué dans l'alliance avec Khosro II, empereur des Sassanides et aurait tenté, sans succès, de le convertir au christianisme. S'il est considéré comme un homme d'Eglise renommé, il est aussi connu pour avoir persécuté les monophysites.

## L'ascension
Domitien a fait l'objet d'une courte biographie dans le Synaxarion de Constantinople, ainsi que dans le Ménologe de Basile II. Cependant, leur fiabilité est discutée car elles sont écrites des siècles plus tard. Selon le Synaraxion, il est âgé de trente ans quand il devient évêque de Mélitène, ce qui situerait sa naissance aux alentours des années 550.
Selon la Chronique de 1234 et Michel le Syrien, il serait le fils de Pierre, le frère de l'empereur Maurice. Jean de Nikiou est moins clair car il en fait le fils de l'oncle paternel de Maurice, soit un cousin. D'autres sources, dont Evagre le Scolastique, Théophylacte Simocatta ou Nicéphore Calliste Xanthopoulos, le décrivent comme un parent, sans plus de précision. Le Synaraxion indique que son père s'appellerait Théodore et sa mère Ecdicia, les décrivant comme pieux et riches. Toujours selon cette source, Domitien reçoit une éducation laïque et religieuse et se lie d'amitié avec le futur pape Grégoire le Grand, quand celui-ci est apocrisiaire de Constantinople, entre 579 et 585. Ils auraient notamment tous deux étudiés ensemble la Bible. Domitien se serait aussi marié mais sa femme serait morte rapidement et il serait resté veuf. Il se fait alors connaître pour son ascétisme.

## Le conseiller de Maurice
Selon Jean d'Ephèse, Maurice joue de son influence comme maître des milices d'Orient pour faire nommer Domitien comme archevêque de Mélitène, alors que les métropolites de cette circonscription n'ont eu jusqu'alors que le titre d'évêque. Administrativement, Mélitène relève de l'Arménie, tout en se rattachant géographiquement à la Cappadoce. Peu après que Maurice est devenu empereur, Domitien le rejoint à Constantinople et devient l'un de ses conseillers les plus proches, notamment dans ses guerres contre les Sassanides, contre les Slaves et contre les Avars. Jean d'Ephèse, monophysite, le loue pour sa sagesse, ce qui s'explique par le fait qu'il s'éteint avant la politique de persécution menée par Domitien. Il est envoyé à plusieurs reprises comme ambassadeur auprès de différents peuples et, en 587 ou 588, Childebert II d'Austrasie lui écrit directement à propos d'un traité de paix avec l'Empire. Cette lettre nous est parvenue via les Lettres austrasiennes, recueil de correspondances diplomatiques.

### Mission diplomatique avec les Perses
En 590, il participe à l'ambassade envoyée auprès de Khosro II, l'empereur sassanide qui vient d'être renversé et s'est réfugié dans l'Empire byzantin. Accompagné de Grégoire Ier d'Antioche, il doit nouer une alliance avec le souverain déchu, avec peut-être en complément l'espoir de le convertir au christianisme. En août 593, Domitien écrit une lettre au pape, Grégoire le Grand, pour l'informer de ses tentatives de conversion. Si le pape, qui est un proche de Domitien, le félicite, Khosro ne se convertit pas, même s'il réussit à récupérer son trône et conclut une paix très avantageuse pour les Byzantins.
A l'occasion de son ambassade, Khosro semble avoir rencontré Golindoush, une noble perse convertie au christianisme et future sainte. Il est notamment l'une des sources principales pour la biographie de la sainte par Eustrate de Constantinople. Selon la version géorgienne de la biographie, Golindoush rencontre Domitien à Hiérapolis alors qu'il se rend à la cour d'Hormizd IV, soit dès 587. Il lui aurait alors prédit le renversement à venir d'Hormizd.
En parallèle, Domitien obtient la reddition de la garnison perse à Martyropolis et punit pour trahison ceux qui ont livré la ville aux Sassanides. Il livre un discours rapporté par Théophylacte Simocatta et il accompagne Khosro et l'armée romaine, dirigée par Narsès, jusqu'à Mardin. Selon Simocatta, Khosro se rend coupable d'offense dans une église quand il est à Dara et Domitien impose à l'armée romaine de se retirer, le temps que Khosro se repentisse. Il fait un dernier discours à Ammodium, avant de revenir en terres byzantines. Selon le Synaraxion, Khosro lui aurait confié une importante somme d'argent qu'il aurait utilisé pour bâtir des églises et des hospices.